# Baht Oyunu
Baht Oyunu es una serie de televisión turca producida por Arc Film para Kanal D y emitida en el 2021.

## Trama
Ada es una muchacha muy influenciada por las creencias y supersticiones familiares, y una de ellas será la que tendrá que desafiar para encontrar su verdadero destino.
Todas las mujeres de su familia se casaron con su primer amor y es la creencia de que esa es la única manera de tener una vida feliz. Todo está bien, hasta que su primer amor Rüzgar la deja, y pierde todas las esperanzas de cumplir con la tradición familiar y con ello de alcanzar la felicidad.
En este camino, la joven conocerá a Bora, y comenzará a vivir un dilema: seguir su corazón y desafiar la superstición arriesgándose a no ser feliz, o reconquistar al hombre que fue su primer amor pero que ya no parece hacerla feliz.

## Reparto
- Aytaç Şaşmaz como Bora Doğrusöz.
- Cemre Baysel como Ada Tözün.
- İdris Nebi Taşkan	como Rüzgar Akcan.
- Aslı Sümen como Tuğçe Dikman.
- Altan Erkekli	como Zafer Doğrusöz.
- Hande Subaşı como Nergis Tözün Şahin.
- Funda İlhan como Belma Doğrusöz.
- Tuğba Çom Makar como Yasemin Tözün.
- Anıl Çelik como Ali Doğrusöz.
- Ozan Dağgez como Evren Gün.
- İrem Yük como Selin Doğu.
- Emrah Ben	como Aslan Şahin.
- Suğdem Gözalır como Pırıl Kaleli.
- Azra Aksu	como Elif Çamlı.
- Osman Cavcı como Celal.
- Metin Yıldırım como Burhan.
- Murat Balcı como Kuzey Batı.
- Mira Atagül como Meltem.
- Tuan Tunalı como Turgut Aşkın.